# Vanderbilt (Texas)
Pour les articles homonymes, voir Vanderbilt.
Vanderbilt est une census designated place du comté de Jackson au Texas.
Sa population était de 395 habitants en 2010.